# Sinningia macrorrhiza
Sinningia macrorrhiza là một loài thực vật có hoa trong họ Tai voi. Loài này được (Dumort.) Wiehler miêu tả khoa học đầu tiên năm 1975.